# Lubo Smid
Lubo Smid (1. července 1988, Dvůr Králové nad Labem) je český podnikatel a CEO STRV – úspěšné technologické společnosti, kterou spoluzaložil a která stojí za významnými světovými mobilními i webovými aplikacemi. V roce 2016 zařadil magazín Forbes Lubo Smida na seznam 30 nejvýznamnějších podnikatelských osobností mladších 30 let.

## Studium a pracovní začátky
Lubo Smid získal inženýrský titul z informačního managementu na Univerzitě Hradec Králové, v rámci výměnného programu získal bakalářský titul z Coventry University a strávil půl roku na vojenské univerzitě Norwich ve Vermontu.
V roce 2012 se po návratu ze studií připojil k ostatním spoluzakladatelům technologické společnosti STRV Davidu Semerádovi, Martinu Šťávovi a Pavlu Zeifartovi. Ujal se role COO ve které působil do konce roku 2017 a podílel se tak od počátku na expanzi společnosti na americký trh v San Franciscu, Los Angeles a New Yorku.

## Dnešní role v STRV
V roce 2018 převzal Lubo Smid po Davidu Semerádovi roli CEO STRV. Díky silným vazbám na americký trh na sebe bere odpovědnost za růst klientského byznysu a prohlubování vztahů s klíčovými klienty, mezi které patří například Tinder, Microsoft, ClassDojo a Hallmark.

## Osobní život
Lubo Smid žije momentálně v Praze, ale většinu času tráví cestováním mezi kancelářemi STRV v San Franciscu, Los Angeles a New Yorku. Když zrovna nepořádá Silicon Valley Insights – akci, na kterou se do Prahy sjíždějí hosté z celého světa a která vzdělává místní technologickou komunitu, věnuje se sportu a cestování.

## Ocenění
- 2016 – výběr 30 pod 30 časopisu Forbes[2]

## Členství
- Forbes Technology Council (květen 2016 – současnost)
- Young Entrepreneur Council (červen 2015 – současnost)

## Články a rozhovory
- Vedení Strv přebírá Lubo Smid, David Semerád povede vlastní vývoj Strv Labs
- Lubo Smid (STRV): Náš cíl je dobýt Ameriku Archivováno 13. 4. 2018 na Wayback Machine.
- "Chci dělat věci, které mají dopad, a u kterých se zároveň bavím." Lubo Smid a jeho cesta s STRV
- Semerád & Smid (STRV): Už nejsme punková firma. V USA teď outsourcujeme inovace
- Lubo Smid z STRV: Na českém trhu jsme se stali známými, je potřeba to zopakovat v USA
- Virtuální realitu čeká velká budoucnost, říká spolumajitel firmy STRV Lubo Smid
- Lubo Smid: Od her na tátově počítači do Silicon Valley
- Lubo Smid – „Podobně smýšlející lidé se navzájem přitahují“

## Sociální sítě
- Lubo Smid na Facebooku
- Lubo Smid na X (dříve Twitteru)
- LinkedIn
- Lubo Smid na Instagramu